# One-Trick Pony (film)
Pour plus de détails, voir Fiche technique et Distribution.
One-Trick Pony est une comédie dramatique américaine réalisée par Robert Milton Young et sortie en 1980.

## Fiche technique
- Titre original : One-Trick Pony
- Réalisation : Robert Milton Young
- Scénario : Paul Simon
- Photographie : Dick Bush
- Montage : Edward Beyer, Barry Malkin et David Ray
- Musique : Paul Simon
- Costumes : Hilary Rosenfeld
- Décors : Justin Scoppa Jr.
- Producteur : Michael Tannen
  - Coproducteur : Michael Hausman
  - Producteur associé : Paul Martino
- Sociétés de production : Warner Bros.
- Sociétés de distribution : Warner Bros.
- Pays d'origine :  États-Unis
- Langue originale : anglais
- Format : couleur
- Genre : Comédie dramatique
- Durée : 98 minutes
- Dates de sortie :
  - États-Unis : 3 octobre 1980

## Distribution
- Paul Simon : Jonah
- Blair Brown : Marion
- Rip Torn : Walter Fox
- Joan Hackett : Lonnie Fox
- Allen Garfield : Cal van Damp
- Mare Winningham : Modeena Dandridge
- Michael Pearlman : Matty Levin
- Lou Reed : Steve Kunelian
- Steve Gadd : Danny Duggin
- Eric Gale : Lee-Andrew Parker
- Tony Levin : John DiBatista
- Harry Shearer : Bernie Wepner
- Merv Griffin : un chanteur A Cappella
- Daniel Stern : Hare Krishna
- Patti Austin
- Harper Simon : Jonah jeune
- Gary Jones : l'homme d'affaires
- Sam & Dave, The Lovin' Spoonful, Tiny Tim, The B-52's et David Sanborn : eux-mêmes